# Tesla Effect: A Tex Murphy Adventure
Tesla Effect: A Tex Murphy Adventure, précédemment connu sous le nom de code « Projet Fedora », est un jeu vidéo d'aventure développé par Big Finish Games et édité par Atlus. Il est sorti le 7 mai 2014 sous Windows et Macintosh, et est le sixième épisode de la saga Tex Murphy. Il succède à Tex Murphy: Overseer, près de 15 ans après.
Tesla Effect intègre des acteurs en incrustation vidéo dans un univers virtuel en 3D, ce qui en fait un film interactif en full motion video. Le jeu est en anglais mais sous-titré en français, italien, allemand et espagnol.

## Scénario
Tex Murphy se réveille après avoir reçu un violent coup à la tête. Il réalise alors que sept années se sont écoulées depuis que lui et Chelsee ont été pris en otage par un faux conducteur de taxi dans Tex Murphy Overseer. Chelsee est depuis décédée et Tex apprend, par les gens de son quartier, qu'il est devenu une véritable petite frappe depuis la mort de cette dernière sept années auparavant. Il cherche alors à comprendre pourquoi il n'a aucun souvenir de ces années passées et cherche surtout à comprendre comment Chelsee a été assassinée. Démarre alors une enquête qui va le mener plus loin qu'il ne l'aurait imaginé.

## Système de jeu
Le système de jeu de Tesla Effect est très similaire à ceux de Under a Killing Moon, The Pandora Directive et Overseer. Le joueur évolue dans un univers entièrement en 3D, en vue subjective, à la recherche d'indices et en utilisant son inventaire. Le jeu inclut également des puzzles à résoudre et un système permettant de poser des questions aux personnages secondaires afin de faire avancer l'histoire. Comme dans The Pandora Directive, les embranchements pris par le joueur permettent d'obtenir plusieurs fins différentes,,. Le joueur peut également demander au jeu de lui fournir des indices s'il est bloqué durant l'aventure. Un système permet également de passer automatiquement les puzzles et/ou énigmes (en mode casual) mais le joueur perd alors des points. Un système de points est également présent. Dès que le joueur accomplit une bonne action (résoudre un puzzle, poser des questions aux personnages), il gagne alors des points faisant augmenter sa note finale de détective privé. (Cette dernière est disponible en appuyant sur la touche ECHAP de Windows et le titre équivalent à cette note n'est révélée qu'à la toute fin du jeu) À l'inverse, mourir et/ou demander de l'aide au jeu afin de résoudre des puzzles fait baisser la note finale.
L'aventure se déroule sur 12 jours. Les 4 premiers jours se passent presque exclusivement sur Chandler Avenue tandis que les suivants se déroulent dans des lieux extérieurs.

## Développement du jeu

### Historique et campagne de fonds
À la suite du rachat par Microsoft de Access Software, Chris Jones et Aaron Conners, les créateurs du jeu, ont fait des pieds et des mains pour continuer de développer la saga Tex Murphy. Microsoft n'autorisa jamais le développement de suites cependant. En 2008, ils finissent par obtenir les droits de la série et de ses personnages. Ils fondent alors Big Finish Games , employant des ex employés de Access Software.
Big Finish Games annonce en mai 2009 sur leur site web, le développement d'un jeu appelé « Secret Project Fedora ». Aucun détail n'est cependant révélé. Un autre jeu avait précédemment été imaginé mais fut finalement abandonné.
En 2012, le jeu n'avait toujours pas connu de développements à cause d'un budget serré. La société décide alors de tenter l'expérience du crowdsourcing sur le site Kickstarter. Big Finish Games demande un financement à hauteur de 450 000 $ pour terminer le jeu. En moins de 6 jours, les fonds sont atteints de moitié . La campagne se termine le 16 juin 2012 et comptabilise un total de 598 104 $. Des donations ont également été faites via PayPal et s'élèvent à hauteur de 14 385 $. Le total est donc de 612 489 $ soit 36 % de plus que ce qui était attendu. Les donations via PayPal ont été admises jusqu'au 31 juillet 2013 et s'élevaient finalement à 657 196 $. Chris Jones a alors annoncé d'autres développements dans le jeu.

### Production et tournage
Le tournage et la production du jeu ont officiellement démarrés le 18 juin 2012. Comme pour le reste de la série, les acteurs ont été filmés devant un fond vert et intégrés dans les scènes du jeu.
Le 10 juillet 2013, jour de l'anniversaire de Nikola Tesla, Big Finish Games annonce que le jeu se nomme désormais Tesla Effect: A Tex Murphy Adventure. Un teaser du jeu est également mis en ligne. Le 27 août, la société annonce qu'Atlus éditera le jeu qui devrait sortir début 2014 sur la plateforme Steam. Le jeu sera compatible Windows et OS X. Une version Linux est également prévue.
Le 26 février 2014, Chris Jones annonce que la sortie du jeu ne pourra pas se faire au début de l'année, l'équipe retravaillant le format vidéo de Tesla Effect. Aucune date officielle de sortie n'étant annoncée malgré une surprise prévue pour le 1er avril.
Le 1er avril 2014, Big Finish Games annonce que le jeu est désormais disponible en pré-commande sur GOG.com et Steam. Le 3 avril 2014 est annoncée la sortie officielle du jeu, le 22 avril 2014, mais cette date est finalement repoussée au 7 mai 2014.

## Accueil
Le jeu a reçu un accueil critique réservé, recevant une moyenne agrégée de 68 % sur Metacritic. Pour Adventure Gamers, il est difficile de comprendre le système de questions à choix multiples qui n'indique pas réellement comment Tex Murphy va orienter son interrogatoire. Game Revolution compare les graphismes à une vieille version d'un jeu qui aurait obtenu une version HD rendant le tout plutôt laid visuellement. Si Jeuxvideo.com lui décerne 15/20, le site souligne toutefois que les sous-titres français sont catastrophiques . Canard PC accorde au jeu 8/10 louant la dimension joyeuse du jeu.